# 1q21.1-deletiesyndroom
Het 1q21.1-deletiesyndroom (of 1q21.1-deficiëntiesyndroom) is een zeldzame afwijking van chromosoom 1.
Normaal bevat een menselijke cel één paar identieke chromosomen op chromosoom 1. Bij 1q21.1-deficiëntiesydroom is één chromosoom van het paar chromosomen niet compleet, doordat delen van de sequentie van het chromosoom ontbreken. Een van de chromsomen heeft daardoor de normale lengte en het andere is te kort.
In de typeaanduiding van het syndroom staat de '1' voor chromosoom 1, de 'q' voor het lange deel van het chromosoom, '21.1' voor de band waarin de afwijking zich bevindt en 'deletie' voor het feit dat het om een deel van het chromosoom gaat dat niet aanwezig is.
Het is een vorm van de 1q21.1-copynumbervariaties en het betreft een deletie in het distale gebied van de 1q21.1 band. De afwijking kent een fenotype met een hoge mate van genetische variatie en kan bij individuen in verschillende vormen voorkomen. Er zijn gevallen bekend van dragers van de afwijking die volkomen normaal functioneren. Daarnaast zijn er gevallen met symptomen van geestelijke achterstand en diverse lichamelijke afwijkingen.
Unique, de internationale vereniging van mensen met een zeldzame chromosoomafwijking, kent 64 geregistreerde gevallen wereldwijd (oktober 2012).

## Oorzaak van het syndroom
Meiose is het proces van het delen van cellen bij mensen. Bij meiose worden de chromosoomparen gesplitst en wel zo dat van ieder paar één vertegenwoordiger naar een dochtercel gaat. Hierdoor wordt, per cel, het aantal chromosomen gehalveerd, terwijl ieder kenmerk (gen) toch nog aanwezig blijft. Wat de informatie voor elk kenmerk inhoudt, wordt louter door het toeval bepaald.
Naast het toevalsproces voor wat betreft de kenmerken, vindt er een tweede toevalsproces plaats. In dit tweede toevalsproces worden er in het DNA op een willekeurige manier stukjes DNA weggelaten (deletie), toegevoegd (duplicatie), verplaatst (translocatie) en omgedraaid (inversie). Dit proces vindt plaats om meer genetische verschillen tussen mensen aan te brengen. Dit proces verklaart waarom zelfs een eeneiige tweeling genetisch niet 100% gelijk is.
Probleem van het tweede toevalsproces is dat er genetische fouten kunnen ontstaan rond de conceptie. Door met name de deletie en de duplicatie kunnen chromosomen korter of langer worden. Het resultaat van een spontane verandering in de structuur van DNA is een zogenoemde copynumbervariatie. Door het ontstaan van een copynumbervariaties kunnen chromosomen van ongelijke grootte worden samengebracht in een nieuwe cel. Als dit gebeurt rond de conceptie, ontstaat er uit deze eerste cel een mens met een genetische variatie. Dit kan zowel positief als negatief uitvallen. In positieve gevallen ontstaat er een mens uit die in staat is tot een bijzondere vaardigheid die positief wordt beoordeeld, bijvoorbeeld in sport of wetenschap. In negatieve gevallen kun je te maken krijgen met een syndroom of een ernstige handicap, zoals in dit geval het 1q21.1-deletiesyndroom.
Op basis van het meioseproces kan het syndroom op twee manieren ontstaan.
- 1. een spontane afwijking (een de-novosituatie): hierbij gaan er twee chromosomen samen waarvan er één een copynumbervariatie heeft als gevolg van het meioseproces.
- 2. een ouder is zonder het te weten drager van een chromosoom met een copynumbervariatie en geeft deze bij de conceptie door aan het kind, wat bij het kind andere gevolgen heeft, dan bij de ouder.

Vervolgens treden er problemen op in de ontwikkeling van het embryo in de eerste maand van de zwangerschap. Ongeveer 20 tot 40 dagen na de bevruchting gaat er iets fout in de aanleg van de lichaamsdelen en hersenen, wat een kettingreactie op gang brengt.

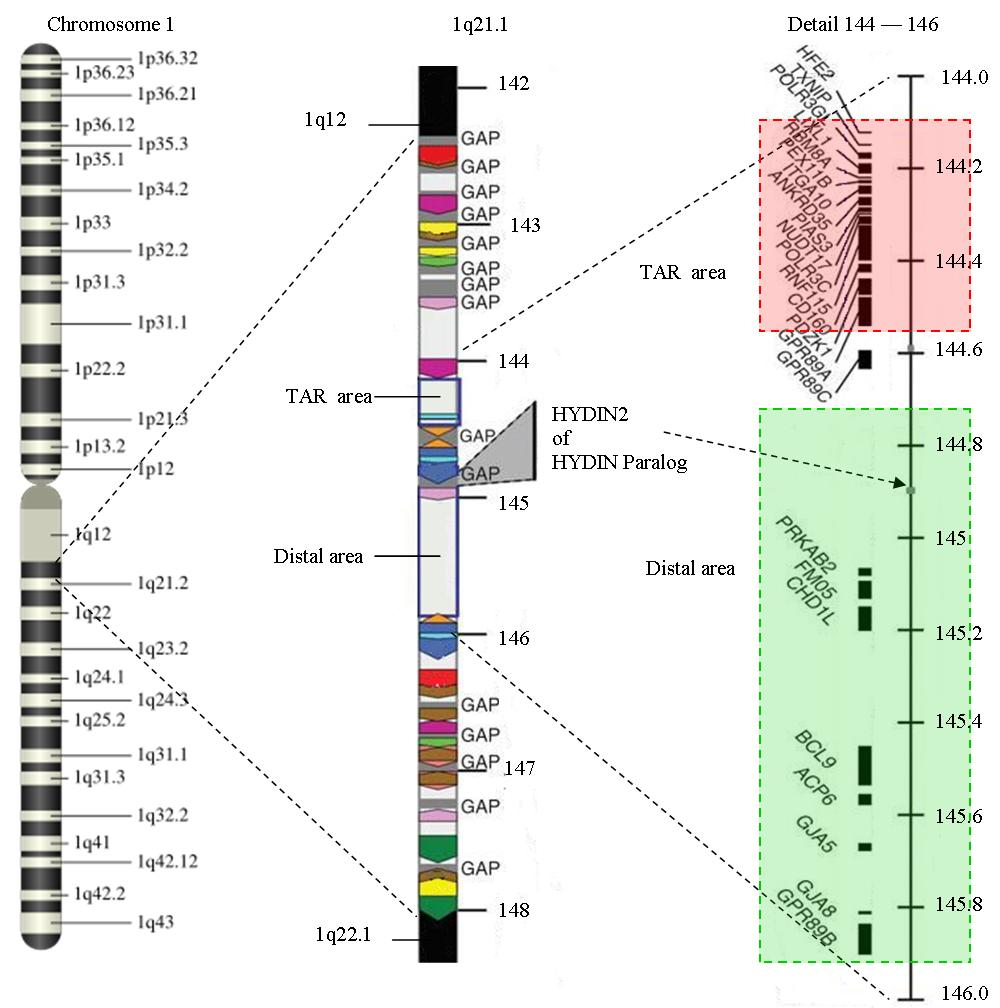
De indeling van 1q21.1

## Opbouw 1q21.1
De structuur van 1q21.1 is uiterst complex. Het gebied van 1q21.1 heeft een grootte van ongeveer 6 Megabase (Mb) (van 141.5 Mb tot 147.9 Mb). Er zijn binnen 1q21.1 twee gebieden aan te wijzen waar een deletie zich kan voordoen: het proximale gebied of TAR-gebied (van 144.1 tot 144.5 Mb) en het distale gebied (van 144.7 tot 145.9). Het 1q21.1-deletiesyndroom wordt normaal gevonden in het distale gebied, maar soms is er sprake van een deletie die zich uitstrekt naar het proximale gebied. 1q21.1 kent meerdere herhalingen van dezelfde structuur (zie in afbeelding de gelijkgekleurde gebieden in de middelste kolom). Slechts 25% van de structuur is niet gedupliceerd. Daarnaast zijn er verschillende gaten (gaps) in de sequentie die nog niet nader zijn ingevuld, waardoor de begin- en eindpunten van een deletie niet goed zijn vast te stellen. Vijftien van deze gaps moeten nog in beeld worden gebracht. Het gaat in totaal om 700 kilobase, waarvan nog wordt vermoed dat hierin genen kunnen liggen. Het gebied wordt in de literatuur een van de moeilijkste delen van het menselijk genoom genoemd om in kaart te brengen.
Doordat er veel herhalingen zijn in 1q21.1 is de kans groter op een ongelijke crossing-over bij meiose, waardoor er delen van het chromosoom verloren kunnen gaan.

## Typeringen
Een deletie beperkt zich meestal tot het distale gebied. Er wordt dan gesproken van een zogenoemde Class I-afwijking. De mate van de deletie kan verschillen, maar ligt meestal tussen 1,0-1,9Mb. Mefford legt de norm voor een deletie op 1,35 Mb.
Er zijn echter gevallen bekend waarbij de deletie zodanig groot is dat ook delen van het proximale gebied onder de deletie vallen (de zogenoemde Class II-afwijking). Daarnaast worden nog complexe gevallen geduid, voor de situaties waarbij de afwijking zich richt op het proximale gebied en het distale gebied, terwijl de tussenliggende gebieden normaal zijn. Er zijn ook nog enkele atypische varianten bekend. De grootste waargenomen deletie bij een levend individu binnen 1q21.1 is groter dan 5 Mb.

## Symptomen
Waargenomen zijn tot nu toe bij de distale deletie:
- er functioneert slechts één set genen op de twee chromosomen (haploïnsufficiëntie)
- Neurologische-psychiatrische problemen: autisme; schizofrenie[3][4]; epilepsie; leerproblemen;mentale retardatie; zwakzinnigheid (in diverse gradaties); ontwikkelingsachterstand (in diverse gradaties; mijlpalen als zitten, staan, lopen en zindelijkheid komen op een later tijdstip); een afwijkende manier van lopen bij kinderen, waarbij ze veelvuldig vallen
- Dysmorphieën: een licht afwijkend voorkomen; groeistoornissen; afwijkingen aan het skelet; een smal hoofd (microcefalie); een prominent voorhoofd; een bolle neus; diep geplaatste ogen; brede duimen; brede tenen; erg soepele gewrichten; pseudartrose aan het sleutelbeen[5] (Class II-deletie); een extra dwarse plooiing op de pink[5] (Class II-deletie); problemen met de ontwikkeling van de vagina (Mülleriaanse aplasie)
- aangeboren hartafwijkingen en afwijkingen in de aders rond het hart (30% van de gevallen): Afwijkende oorsprong van de kransslagader[5] (Class II-deletie)
- Aangeboren oogafwijkingen: grauwe staar aan de ogen; lui oog; scheel zien
- Nierafwijkingen: nieren die niet volgroeid zijn of waarvan er één ontbreekt; zwevende nieren
- Kankervormen: neuroblastoom[6]
- Verstoringen in de slaapcyclus

Signalen over mogelijke symptomen:
- Ouders melden oesofageale reflux;
- Er is een geval van Noncompaction Cardiomyopathy gezien bij een Class II-deletie[7].
- Bij een zwangerschap is waargenomen dat sprake is van een verdikte nekplooi en dat er te weinig vruchtwater is[8]

Het is niet duidelijk in hoeverre de symptoomlijst compleet is, aangezien er nog weinig bekend is van het syndroom. Het syndroom kan zelfs als het binnen eenzelfde familie meer voorkomt heel verschillende effecten hebben op de gezinsleden. Waar sprake is van een Class II-deletie kunnen zich nog afwijkende fenomenen voordoen (zie ook 1q21.1-proximale deletie en duplicatie).

## Gerelateerde genen
Genen gerelateerd aan de 1q21.1-deletie in het distale gebied zijn PDE4DIP, HYDIN2, PRKAB2, PDIA3P, FMO5, CHD1L, BCL9, ACP6, GJA5, GJA8, NBPF10, GPR89B, GPR89C, PDZK1P1 en NBPF11.

## Diagnostiek
Een de-novosituatie komt in ongeveer 75% van de gevallen voor. In 25% van de gevallen is een van de ouders drager zonder dat dit verder een effect heeft op de ontwikkeling van de ouder. Soms komt er bij de ouder een milde vorm voor die zich uit in psychische problemen of leerstoornissen. Om hier duidelijkheid over te krijgen moeten de chromosomen van de beide ouders onderzocht worden. Verschillende keren is waargenomen dat het syndroom eerst bij een kind wordt vastgesteld, omdat zich hier ontwikkelingsproblemen voordoen, en dat vervolgens blijkt dat de ouder ook is aangetast, zonder dat men hier ooit iets van geweten heeft.
In families waar beide ouders zijn getest en normale chromosomen hebben is de kans op een tweede kind met het syndroom niet hoger dan in andere situaties. In families waar het syndroom voortkomt uit de genen van een van de ouders stijgt de kans naar 50 procent bij iedere zwangerschap, doordat de afwijking autosomaal dominant is. Het effect van de overdracht van de genen is echter niet te voorspellen.
Het syndroom kan worden vastgesteld met fluorescentie-in-situhybridisatie en Affymetrix GeneChip Operating Software.
Ouders met een kind met het syndroom doen er goed aan om zich te laten informeren voorafgaande aan een volgende zwangerschap en aan prenatale screening te doen.

## Behandeling
Behandeling van oorzaak: Vanwege de genetische oorzaak, is er geen behandeling mogelijk op dit punt.
Behandeling van verschijnselen: routinematige behandeling van oogaandoeningen, hart-en neurologische bevindingen; spraak-, beroeps- en fysieke therapieën voor zover van toepassing; speciale leerprogramma's om aan de individuele behoeften te voldoen; anti-epileptica of antipsychotica als dat nodig is.
Controle: routine pediatrische zorg (kindergeneeskunde), routineontwikkelingsstudies; monitoring van specifieke geïdentificeerde medische kwesties.

## Onderzoek
Op verschillende plekken in de wereld vindt onderzoek plaats naar het 1q21.1-deletiesyndroom. Het syndroom is voor het eerst ontdekt bij patiënten met een hartafwijking. Later is ontdekt dat het syndroom ook voorkwam bij patiënten met schizofrenie en autisme. Op dit moment wordt er onder andere gekeken naar patiënten met een afwijking, die voorkomt bij het syndroom. Deze patiënten worden onderzocht op de aanwezigheid van de genetische afwijking.
Er zijn tot nu toe een negental locaties ontdekt op het DNA waar de syndromen zijn te vinden, die worden gerelateerd aan autisme of schizofrenie, de zogenoemde 'hotspots': 1q21.1, 3q29, 15q13.3, 16p11.2, 16p13.1, 16q21, 17p12, 21q11.2 en 21q13.3. Bij een aantal hotspots is zowel autisme als schizofrenie waargenomen op die locatie. In andere gevallen is de ene vorm waargenomen en wordt naar de andere nog gezocht.
Statistisch is vastgesteld dat bij een deletie van 1q21.1 (1q21.1-deletiesyndroom) significant vaker schizofrenie voorkomt en bij een duplicatie van 1q21.1 (1q21.1-duplicatiesyndroom) significant vaker autisme voorkomt. Vergelijkbare waarnemingen zijn gedaan voor chromosoom 16 op 16p11.2 (deficiëntie: autisme/duplicatie: schizofrenie), chromosoom 22 op 22q11.21 (deletie (Velocardiofaciaal syndroom): schizofrenie/duplicatie: autisme) en 22q13.3-deletie (syndroom van Phelan-McDermid): schizofrenie/duplicatie: autisme). Inmiddels heeft aanvullend onderzoek bevestigd dat de kans op een verband tussen schizofrenie en deleties bij 1q21.1, 3q29, 15q13.3, 22q11.21 en Neurexin 1 (NRXN1) en duplicaties bij 16p11.2 op 7,5% of hoger ligt
Onderzoek naar relaties tussen autisme en schizofrenie gekoppeld aan deficiënties/duplicaties voor chromosoom 15 (15q13.3), chromosoom 16 (16p13.1) en chromosoom 17 (17p12) zijn nog niet eenduidig.

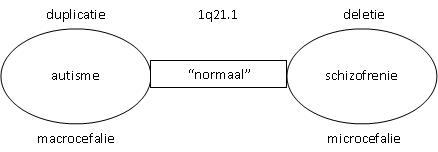
De vermoedelijke relatie van de genetische afwijking bij 1q21.1

Onderzoek naar het gen BCL9, dat is gelegen in het distale gedeelte, bevestigt dat variaties in dit gen een verhoogd risico voor schizofrenie met zich brengen en mogelijk ook gekoppeld kunnen worden aan een bipolaire stoornis en depressiviteit.
Verder wordt er gekeken naar 10-12 genen op 1q21.1 die worden ingezet voor de productie van DUF1220-locaties. DUF1220 is een onbekende proteïne, die onder andere actief is in de neuronen in de hersenen bij de neocortex. Uit vergelijkingsonderzoek bij mensapen en andere zoogdieren komt naar voren dat DUF 1220 bij deze zoogdieren in mindere mate aanwezig is, dan bij de mens (mens: 212 locaties; chimpansee: 37 locaties; gewone apen: 30 locaties; muis: 1 locatie). Hieruit is het vermoeden ontstaan dat DUF1220 waarschijnlijk gerelateerd is aan cognitieve ontwikkeling. Geconstateerd is dat de DUF1220-locaties op 1q21.1 aanwezig zijn bij gebieden die gerelateerd worden aan de grote en de ontwikkeling van het brein. Het aspect van de grootte en de ontwikkeling van het brein speelt een rol bij autisme (macrocefalie) en schizofrenie (microcefalie). Vermoed wordt dat een deficiëntie of duplicatie van een gen dat DUF1220-gebieden dient aan te maken, een oorzaak zou kunnen zijn voor het ontstaan van groei- en ontwikkelingsstoornissen van het brein.
Een onderzoek dat de relatie tussen macrocefalie bij duplicaties en microcefalie bij deficiënties ook nog eens bevestigd heeft betrekking op de HYDIN Paralog of HYDIN2. Dit deel van 1q21.1 blijkt betrekking te hebben op de ontwikkeling van de hersenen. Vermoed wordt dat HYDIN2 een doseringsgevoelig gen is en dat de afwezigheid van dit gen microcefalie tot gevolg heeft. De HYDIN2 is een kopie van de HYDIN die is gevonden op 16q22.2.
Onderzoek naar de genen CHD1L en PRKAB2 in lymfoblast cellen, een niet volgroeide lymfocyt, heeft uitgewezen dat er afwijkingen optreden in geval van 1q21.1-deletiesyndroom:
- CHD1L is een eiwit met een rol bij het scheiden van de chromatiden en onderdeel van het DNA schadeherstelsysteem. In dit proces treedt er bij 1q21.1-deletiesyndroom een defect op, met als risico een breuk in het DNA. Het proces is vergelijkbaar met de rol van helicase bij syndroom van Werner.

Uit nader onderzoek naar CHD1L bij zebravissen is gebleken dat afwijkingen hierin tot significante veranderingen in de grootte van het hoofd leiden. Overexpressie van menselijke CHD1L mRNA leidde tot macrocefalie, terwijl de onderdrukking van CHD1L leidt tot een significante afname in grootte van het hoofd. Deze fenotypes worden waarschijnlijk veroorzaakt door defecten in de neurogenesis, het proces waarbij neuronen worden ontwikkeld. Bij een deletie leidt dit tot een onderontwikkelde vermenigvuldiging van de neuronen en tot overexpressie van de neuronen bij een duplicatie. Gekeken is naar welke genen door CHD1L worden gereguleerd tijdens de ontwikkeling van de hersenen en de vraag of dit relevant is voor afwijkingen binnen het autistisch-schizoïde continuüm. Gebleken is dat 257 locaties op het DNA hierdoor geraakt worden en dat een deel hiervan verbonden is aan autisme gerelateerde stoornissen.
- PRKAB2 is betrokken bij het onderhouden van de energiebalans in de cel. Bij 1q21.1-deletiesyndroom treedt er bij PRKAB2 een verzwakking op van deze functie.

Van GJA5 is vastgesteld dat het gen verantwoordelijk is voor verschillende hartafwijkingen op 1q21.1. Bij duplicatie van GJA5 wordt tetralogie van Fallot vaker waargenomen. Bij een deletie zijn andere aangeboren hartafwijkingen meer gewoon.

### Specialistisch
- Mefford et al.; Recurrent Rearrangements of Chromosome 1q21.1 and Variable Pediatric Phenotypes[dode link]; The New England Journal of Medicine; Volume 359:1658-1699; October 16, 2008; Number 16
- Brunetti-Pierri et al.; Recurrent reciprocal 1q21.1 deletions and duplications associated with microcephaly or macrocephaly and developmental and behavioral abnormalities; Nature Genetics 40, 1466 - 1471 (2008) Published online: 23 November 2008 | doi:10.1038/ng.279
- Crespi et al. Comparative genomics of autism and schizophrenia; 1736-1741; PNAS; January 26, 2010; vol. 107; suppl. 1
- A. Reis, A. Rauch: Chromosomale Ursachen der geistigen Behinderung. Medizinische Genetik 21 (2009), 237-245, DOI:10.1007/s11825-009-0166-7
- R. Wimmer, H. Seidel: Chromosomale Mikrodeletionen als Ursache pädiatrischer Krankheitsbilder. Medizinische Genetik 20 (2008), 348-356, DOI:10.1007/s00112-008-1697-8
- Brunet et al; BAC array CGH in patients with Velocardiofacial syndrome-like features reveals genomic aberrations on chromosome region 1q21.1; BMC Medical Genetics 2009, 10:144; doi:10.1186/1471-2350-10-144

### Meer algemeen toegankelijke informatie
- 1q21.1 microdeletions